# Klepperman

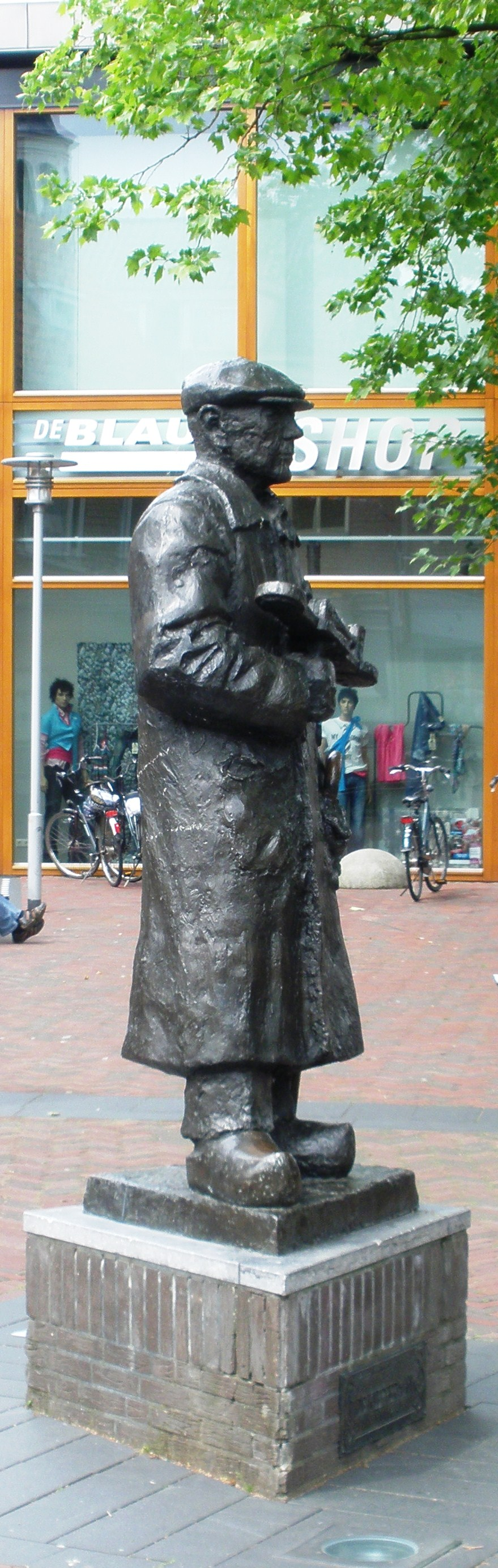
Standbeeld van de klepperman van Hardenberg

Een klepperman, klapperman of klapwaker is een nachtwacht die in vroeger tijden met klep (een apparaatje vergelijkbaar met een ratel) de ronde deed en daarbij ook riep hoe laat het was. Ook fungeerde hij in veel plaatsen als brandwacht en dorpsomroeper. Met het klepperapparaat – een hamer aan een korte, houten steel die als een bel heen en weer werd gezwaaid – maakte hij een luid en indringend geluid bij brand.
Een grote stad had soms vele kleppermannen in dienst.

## Toerisme
Vanaf de jaren zeventig van de twintigste eeuw is in enkele plaatsen zoals Hardenberg een klepperman en Hellendoorn een klepperderk aangesteld. Nu echter niet als nachtwacht maar als uithangbord voor het toerisme. In het Duitse Bad Bentheim geeft de klepperman rondleidingen door de stad.
In Hardenberg worden toeristische evenementen georganiseerd onder de vlag 'Hardenberg Klepperstad'. Er is een vrijwillige klepperman aangesteld die bij al deze activiteiten acte de présence geeft. De eerste toeristische klepperman was Jans Schutte, zoon van Jan Willem Schutte, de laatste officiële klepperman van Hardenberg. Van Jan Willem Schutte als klepperman is ook een standbeeld gemaakt naar een oude foto van hem uit ongeveer 1900.

## Gedicht
Hieronymus van Alphen (1746-1803) schreef een kindergedicht over de klepperman waarin hij beschrijft hoe een kind rustig kan slapen terwijl de klepperman de wacht houdt:

Klepperman
Zou ik voor den klepper vreezen,
O! die lieve brave man
Maakt, dat ik gerust kan wezen, 
En ook veilig slapen kan.
Moeder lief ’k geloof het vast
Dat hij op de dieven past.

Schoon hij loopt door wind en regen,
't Zingen wordt hij nimmer moe,
Goede God! geef hem Uw zegen,
Maar mijne oogjens vallen toe.
Lieve klepper! hou de wagt!
Ik ga slapen: goede nagt!

## Galerij

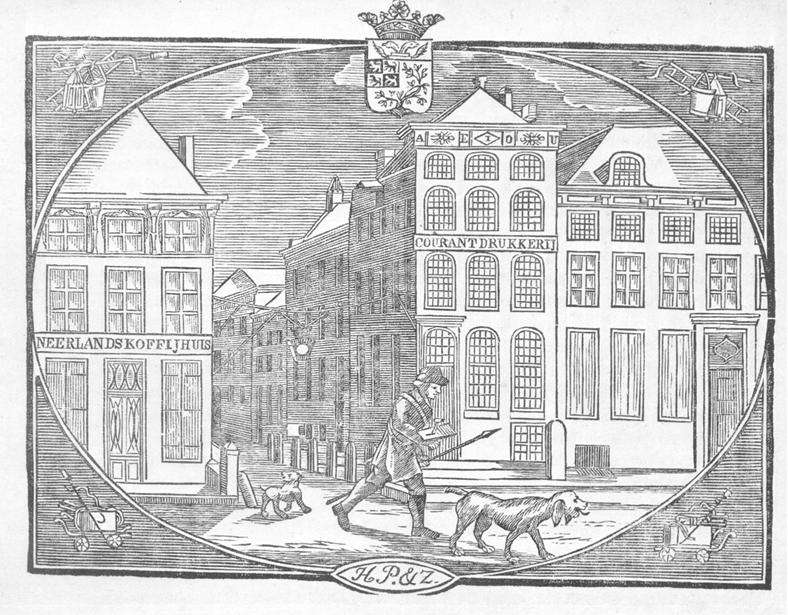
Oude prent van een klepperman
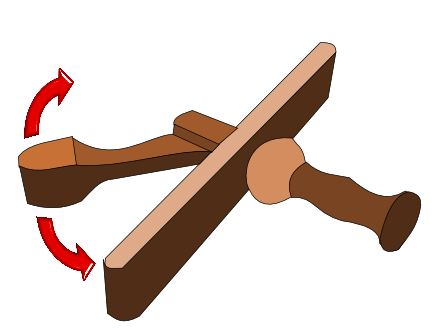
Het klepperapparaat